# Бел (Калифорния)
Вижте пояснителната страница за други значения на Бел.
Бел (на английски: Bell) е град в окръг Лос Анджелис, щата Калифорния, САЩ. Бел е с население от 36 664 жители (2000 г.) и има обща площ от 6,783 км². Бел получава статут на град на 7 ноември 1927 г. Градът е кръстен на Джеймс Джордж Бел и семейството му, които са едни от ранните заселници в района. Името на града означава в превод камбана.